# فنجرية مهلبة الأزهار
فنجرية مهلبة الأزهار (الاسم العلمي:Vangueria lasiantha) هي نوع من النباتات تتبع جنس الفنجرية من الفصيلة الفوية.